# K'Zell Wesson
Pour les articles homonymes, voir Wesson.
K'Zell Wesson, né le 24 juin 1977 à Portland (États-Unis), est un joueur professionnel américain de basket-ball. Il mesure 2,02 m.

## Universités
- 1995-1996 :  Gamecocks de la Caroline du Sud (NCAA 1)
- 1996-1997 :  Eagles d'Utah State Eastern (NJCAA)
- 1997-1999 :  Explorers de La Salle (NCAA 1)

## Clubs
- 1999-2000 :  Shooting Stars de Trenton (IBL)
- 2000-2001 :  Büyük Kolej (1er division)
- 2001 :  Cocodrilos de Caracas
- 2001-2003 :  Cholet Basket (Pro A)
- 2003-2004 :  Roseto Basket (Lega A)
- 2004-2005 :  BCM Gravelines-Dunkerque (Pro A)
- 2005-2006 :  Strasbourg IG (Pro A)
- 2006-2007 :  Brose Bamberg (Basketball-Bundesliga)
- 2007-2008 :  AEK Athènes (ESAKE)
- 2008 :  PAOK Salonique (ESAKE)
- 2009 :  Beşiktaş JK (TBL)
- 2009-2010 :  Karşıyaka SK (TBL)
- 2010-2012 :  Türk Telekom (TBL)

## Palmarès
- Vainqueur de la Coupe de France en 2005